# Historia Złotego Stoku
Historia Złotego Stoku rozpoczyna się w XIII wieku.

## Za dynastii Piastów

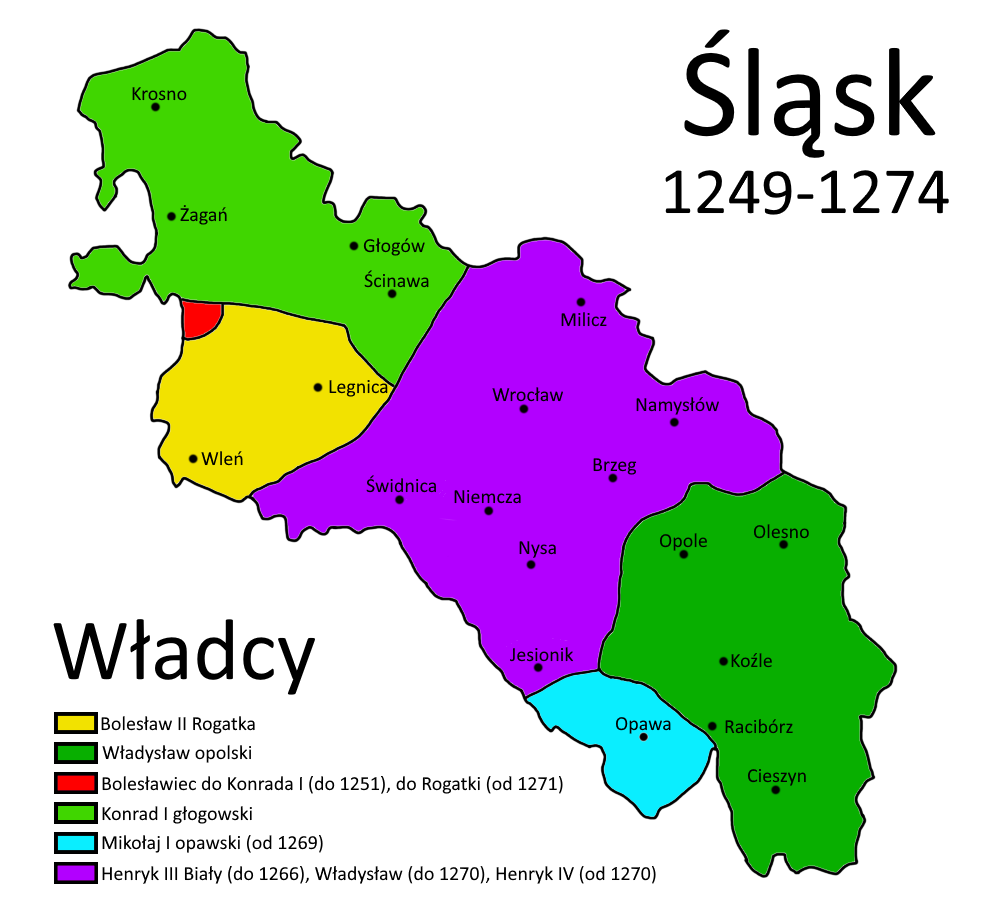
Dzielnica Henryka IV Probusa od 1270 roku, w której znajdował się Złoty Stok
Zanim pojawiły się pierwsze wzmianki na temat osady w tamtym miejscu wiadomo, że teren dzisiejszego miasta znajdował się na zalesionym terenie tuż przed masywem Gór Złotych. Wiadomo, że był to teren nie sprzyjający osadnictwu oraz teren graniczny między Księstwem Śląskim, a Czechami. W 1230 roku Henryk Brodaty uposażył augustianów z Kamieńca Ząbkowickiego 150 łanami lasów od Dzbanowa po Złoty Stok. Z czasem klasztor zaczął prowadzić na tym terenie akcje kolonizacyjną. W 1260 pojawiają się pierwsze wzmianki o wsiach, które dziś otaczają Złoty Stok. Jest to Mąkolno (Villa Meinfridi), Płonica (Villa Heimrici), Chwalisław (Villa Folmeri). W 1273 Henryk IV Prawy (Probus) zezwolił zakonowi cystersów w Kamieńcu prowadzić poszukiwania górnicze w okolicach dzisiejszego Złotego Stoku. Wkrótce zaczęto prowadzić prace kopalniane na zboczu góry Haniak. W dokumencie z klasztoru cystersów z 1291 roku jako świadek występuje Heidenricus dictum de Richinstein, który był dziedzicznym włodarzem ziemskim. Jest to pierwszy dokument, w którym występuje nazwa miasta, lecz nie chodzi tu o nie. Pierwszym dokumentem, gdzie ta nazwa odnosi się do osady pojawia się w 1293 i występuje pod nazwą Richinstein. W 1296 książę Bolko I nadał 9 łanów ziemi w Grosenie Eberhardowi de Richenstain. W 1303 dokupił kolejne 9 łanów koło Złotego Stoku. Prawdopodobnie w tym okresie w osadzie wybudowano zamek – lokum właścicieli miasta. W 1325 roku kopalnie w Złotym Stoku wymieniane są jako dobra w posiadaniu rodziny von Haugwitzów. W 1331 pierwszy raz występuje informacja o parafii. W 1336 roku Bolko II Mały odkupił Złoty Stok od Wacława Haugwitza, który przejął go w zastaw około 1325 roku. W 1341 roku osada wróciła do Haugwitzów.

## Pod rządami Czech

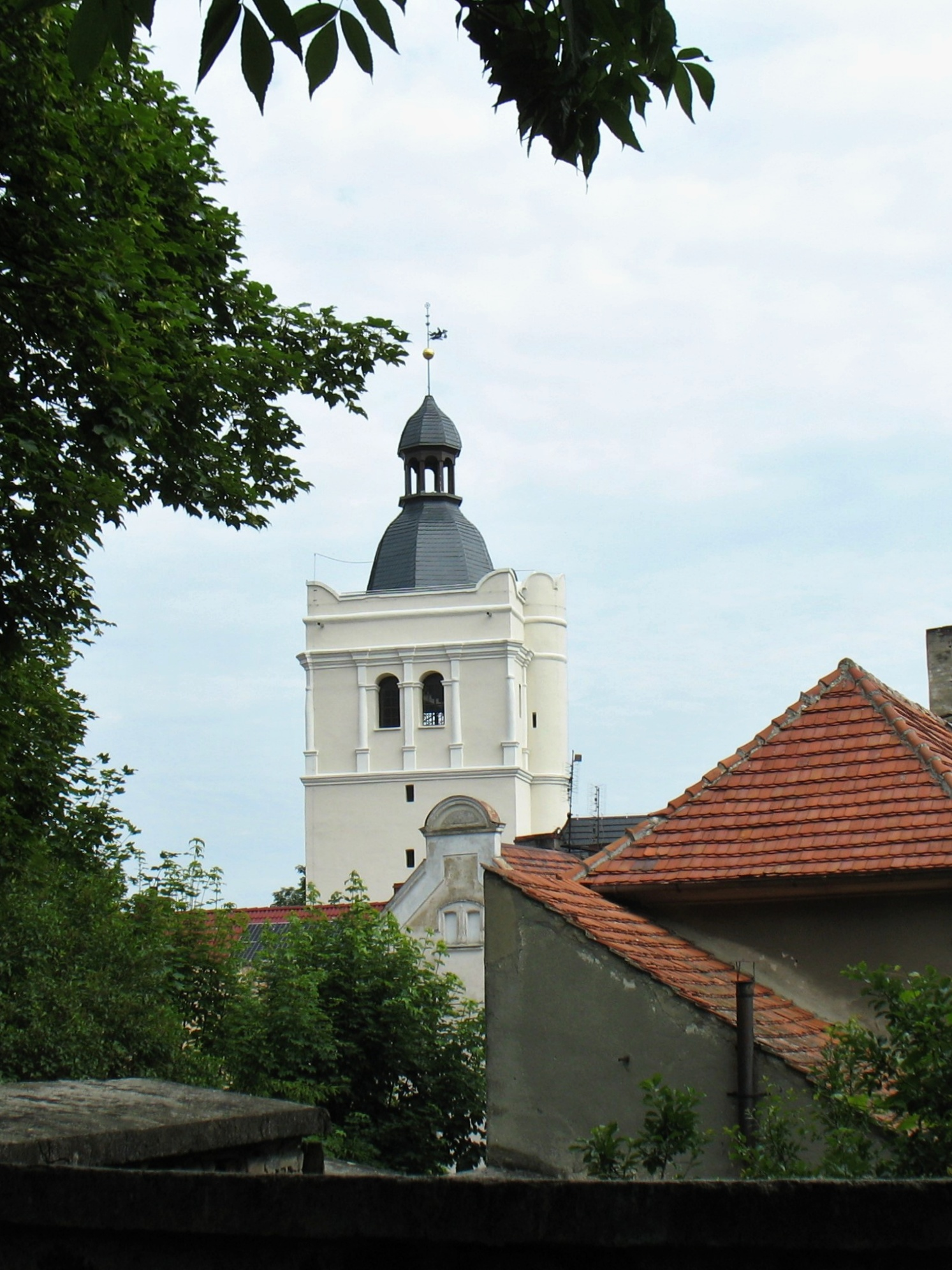
Kościół św. Krzysztofa, po prawej fragment mennicy

20 marca 1344 roku Złoty Stok po raz pierwszy zostaje nazwany miastem. W 1345 Jan Luksemburski zwolnił mieszkańców miasta z części podatków za zasługi w walkach z księstwem świdnicko-jaworskim. Od 1356 miasto przestaje być własnością von Haugwitzów i przechodzi do rąk księcia Bolka II. W 1370 złotostoccy górnicy przybyli do Srebrnej Góry, by wydobywać rudę ołowiu (galenit) zawierającą 1% srebra. W 1425 roku oddziały husyckie wstąpiły na teren znajdujący się w pobliżu miasta i siały ogromne spustoszenie. Podczas wojen zniszczeniu uległ zamek. Złoty Stok znajdował się we władaniu rodu Peterswalde od 1427 roku do 1465 roku kiedy to został sprzedany opactwu w Kamieńcu Ząbkowickim. Henryk Starszy nadał miastu prawo niższego sądownictwa w 1467 roku. Ten sam książę w 1484 roku funduje w mieście urząd górniczy. Ważny dla miasta był 1491 rok. Miasto dostało herb, sztandar oraz zostało podniesione do rangi wolnego miasta górniczego. W 1502 roku miasto zostało zakupione przez Albrechta, Jerzego i Karola – książąt ziębicko-oleśnickich. W Złotym Stoku wybuchł bunt górników spowodowany niesprawiedliwymi wyrokami sądu i samowolką urzędników. Bezpośrednią jego przyczyną było zamordowanie górnika przez sędziego miejskiego i pobicie innego przez ławnika miejskiego. Spór między górnikami i władzami miasta rozpatrywała Rada Miasta w Paczkowie. Księcia reprezentował jego kanclerz Wacław z Łagowa. Na początku XVI wieku udziały w złotostockich kopalniach posiadali Fuggerowie, Thurzonowie i Welserowie. W 1507 roku książęta ziębiccy uruchomili w Złotym Stoku mennice. Miała ona miejsce w zamku. W 1517 roku zakończono budowę kościoła. W 1520 obok kościoła zakończyła się budowa mennicy.

## Pod rządami Habsburgów
W 1529 w mieście było 145 kopalń. W 1534 ewangelicy przejęli kościół parafialny. W 1541 Złoty Stok otrzymał prawa wyższego sądownictwa. Wieża kościoła ewangelickiego została skończona w 1545 roku. W tym samym roku zbudowano również nową szkołę ewangelicką. W 1549 w mieście znajdowała się rekordowa ilość kopalń wynosząca 190. Był to okres najszybszego rozwoju miasta oraz czas kiedy wydobywano największą ilość złota (do 140 kg złota rocznie). W 1558 roku po prawej stronie drogi w stronę Kamieńca zostaje zbudowana szubienica dzięki przywilejowi Ernesta Bawarskiego. W 1562 powstało Bractwo strzeleckie. Z czasem górnictwo w Złotym Stoku zaczęło podupadać. O upadku górnictwa można czytać w sprawozdaniu górmistrza i ławników z 1563 roku. W 1565 miała miejsce domniemana katastrofa górnicza w szybie Złoty Osioł. Wkrótce potem do miasta przybył aptekarz Hans Scharffenberg, który z kopalnianych hałd postanowił uzyskiwać arsen i rozwinął produkcję arszeniku. Fuggerowie sprzedali swoje kopalnie i huty zarządzającemu nimi Hansowi Kirchpaurowi. W 1575 roku na szubienicy stracono mężczyznę nazywanego Pachmann, który dopuścić się miał 28 morderstwom. W mieście zaczęły powstawać nowe cechy: krawców (1577), kuśnierzy (1580), bednarzy (1580), stolarzy (1593), stelmachów (1593), kowali (1602), ślusarzy (1602) i puszkarzy (1602). Miasto w 1581 zostało kupione przez czeskiego arystokratę i dyplomatę Wilhelma z Rožemberku. W mieście zostaje wybudowany katolicki Kościół Świętej Trójcy zafundowany przed Hansa Kirchpauera w 1583 roku. Joachim Fryderyk odkupuje miasto od Piotra Woka Złoty Stok w 1599 roku. Wtedy również w mieście powstaje szpital. Aby pobudzić rozwój górnictwa w Złotym Stoku książę Joachim Fryderyk ogłosił wolność robót górniczych w mieście i wydał nową ordynacje górniczą. W 1613 przeprowadzono pierwsze próby zastosowania prochu w kopalniach. W 1618 roku rozpoczęła się wojna trzydziestoletnia. Wojska katolickie pustoszyły Śląsk. W mieście ukrywali się mieszkańcy pobliskich wsi. Mennica zaprzestała bicia monet. Zamek uległ zniszczeniu. Zaraza, która wybuchła w mieście w 1633 pochłonęła 1291 ofiar, 897 mieszkańców i 394 osoby, które przybyły do Złotego Stoku w czasie wojny. Stworzono specjalnie cmentarz na zboczu góry Jawornik Wielki dla ofiar zarazy. 2 lutego 1638 roku w mieście wybuchł ogromny pożar. Spłonął kościół, ratusz, 60 domów z czego 3 to kamienice Fuggerów. Po tym pożarze miasto nie odzyskało już dawnej świetności. W 1649 po raz kolejny wybuchła zaraza, która przyniosła śmierć 28 mieszkańcom. W 1675 zakończyła swoją działalność książęca komisja hutnicza, co oznaczało jeszcze większy upadek miasta. W 1683 kościół katolicki św. Trójcy stał się kaplicą cmentarną. W 1711 z powodu zwiększającej się liczby katolików i zmniejszającej się produkcji złota urząd górniczy stał się kościołem katolickim. W tym samym roku dobudowano do niego wieże. W 1722 odbudowano zamek zniszczony jeszcze podczas wojny trzydziestoletniej. Mieszkał w nim starosta górniczy. Dzierżawca wapienników Siegmund Kahler w 1731 wzniósł Kaplicę Świętej Anny na Górze Krzyżowej, wkrótce przy drodze do niej ustawiono stacje drogi krzyżowej. W 1740 wyremontowano szubienice. W tym samym czasie stracono na niej złodzieja Christopha Griegera.

## W czasie rządów Prus
W czasie wojen prusko-austriackich o Śląsk podupadło górnictwo. Wstrzymano roboty górnicze w jedynym pracującym w Złotym Stoku gwarectwie Jagwitza. W 1749 szkoła ewangelicka została przeniesiona do kamienicy Fuggerów na rynku. W 1785 wieża kościoła ewangelickiego dostała nowym hełm. W 1799 zbudowano nowy, murowany szpital górniczy przy dzisiejszej ulicy leśnej. W 1801 wybudowano nowy ratusz. Najpierw rozebrano stary zniszczony jeszcze podczas pożaru w 1683 roku. W 1810 w miejskim kamieniołomie na 4 robotników osunęła się ściana skały, dwóch z nich zginęło. W 1829 r. umarł ostatni opat zakonu cystersów w Kamieńcu Ząbkowickim – Placidus Hoffmann. Przeniósł się do miasta po sekularyzacji klasztoru w 1810 roku. W 1830 roku na granicy z Płonicą postawiono kamienną kolumnę św. Jadwigi Śląskiej. Rok później wyburzono szubienicę. W 1842 rozebrano zamek, który był w ruinie. Jego ostatni właściciel nie dbał o niego. W 1846 wybudowano nową utwardzoną drogę do Kłodzka i Nysy. W 1852 roku wapienniki zostały kupione przez Mariannę Orańską. W 1855 roku na Górze Krzyżowej wybudowano pustelnię przez Adolfa Englischa. Składała się z 3 pokoi i piwnicy. Pierwszym pustelnikiem został Johannes Treutler, który przybył tutaj z podobnej pustelni na Mariańskiej Górce w Kłodzku. W tym samym roku powstała nowa droga wiodąca do Lądka-Zdroju przez Przełęcz Jaworową. W 1865 roku powstał w mieście browar.

## W granicach Niemiec

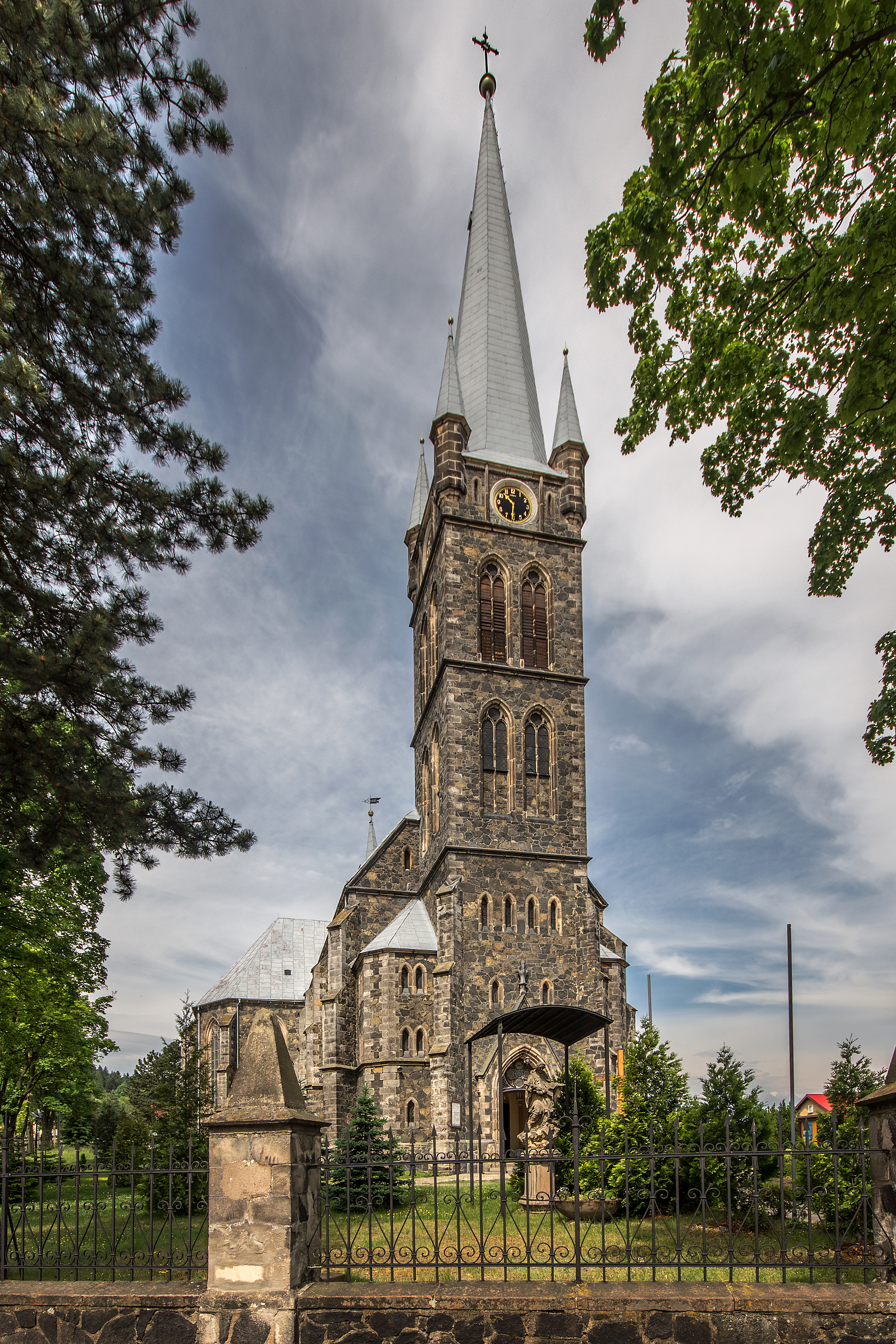
Kościół Niepokalanego Poczęcia NMP

Zangel uruchomił w Złotym Stoku fabrykę zapałek w 1871 roku. W 1874 na cmentarzu wybudowane zostało Mauzoleum rodziny Güttlerów. Zburzono mały i wiekowy kościół katolicki, a w jego miejscu postawiono nowy pod wezwaniem Niepokalanego Poczęcia Najświętszej Maryi Panny. Budowę ukończono 15 grudnia 1876 roku. Mieszkaniec miasta Hermann Güttler wręczał obrączki ślubne przyszłemu cesarzowi Wilhelmowi II i jego żonie Auguście Wiktorii w 1881 roku. W 1882 powstała w mieście straż pożarna. Od 1883 zaczęła wychodzić lokalna gazeta „Reichensteiner Zeitung”. W 1890 w mieście mieszkało 2203 mieszkańców. Rośnie liczba wczasowiczów. W 1896 uzgodniono projekt budowy linii kolejowej z Kamieńca do Złotego Stoku, pojawiły się pierwsze lampy elektryczne. Rok później odebrano do użytku nowy budynek Królewskiego Urzędu Sądowego. W 1899 rozpoczęła się budowa linii kolejowej zakończonej rok później, powstał wtedy również dworzec kolejowy. Od 1902 roku do zwiedzania zostaje oddana sztolnia książęca. W 1903 roku wybudowano pocztę z cegieł z pobliskiej cegielni przez Carla Use’a. Z czasem w mieście zaczęła powstawać dzielnica willowa stworzona głównie dla wczasowiczów. Pierwsze wille zaczęto budować w 1904. Dzielnicę nazywano Hummel lub Villenkolonie. 1 stycznia 1906 roku zmarł Hermann Güttler właściciel fabryki prochów, kopalni i huty arszeniku. Mieszkańcy Złotego Stoku zawdzięczali mu linię kolejową do Kamieńca i setki nowych miejsc pracy. Utworzone przez niego fundacje wspomagały biednych. Był znanym w świecie jako autor wynalazków z dziedziny produkcji materiałów wybuchowych. W 1908 roku w mieście były 3 hotele, znana gospoda w Złotym Jarze, pensjonaty i basen. W 1912 firma Güttlerów rozpoczęła budowę sanatorium na Humlu. W 1914 rozpoczęła się I wojna światowa oraz polegli pierwsi żołnierze ze Złotego Stoku. W latach 1915–1917 powstała fabryka prochu amonowego kilometr od miasta. 11 listopada 1918 w mieście odbywa się pochód robotników i żołnierzy kończący I wojnę światową. Fabryka prochu amonowego zostaje częściowo wyburzona. Uratowane budynki przekształcono w mieszkania tworząc kolonię o nazwie Hermannswalde (nazwa na cześć Hermanna Güttlera) obecnie Kolonia Żeromskiego. 5 października 1920 roku na Humlu otworzono Śląską Szkołę Leśną. Dyrektorem niej został Gustav Rieger z Opolnicy. 1933 rok był dla miasta rokiem wielu rocznic. Między innymi: 600-lecie posiadania praw miejskich, 450-lecie podniesienia do godności wolnego miasta górniczego, 442-lecie nadania herbu. Obchody z okazji święta górnictwa trwały od 12 do 20 sierpnia. Wydane zostały wtedy liczne pocztówki z wizerunkiem miasta. W 1935 obok Kolonii Żeromskiego wybudowano 10 domów dla pracowników pobliskiej cegielni. Osiedle nazywano Ziegelei Barade. W 1937 oddano nową mleczarnie. 1 września 1939 wybuchła II wojna światowa. Na potrzeby militarne w 1942 roku zdjęto i wywieziono do Hamburga dzwony z wieży kościoła ewangelickiego. Jeden z nich odlany w 1673 roku, o wadze 190 kg przetrwał wojnę. Obecnie wisi on na wieży kościoła ewangelickiego w Remsfeld w Niemczech. Pod koniec kwietnia 1945 burmistrz miasta Franz Borsutzki uciekł z miasta.

## W PRL
Wojska radzieckie wkroczyły do Złotego Stoku 8 maja 1945, byli to żołnierze z 904 pułku strzelców dowodzonego przez podpułkownika Michaiła Riazanowa. Jeszcze tego samego dnia do miasta wkroczył też oddział z 898 pułku strzeleckiego dowodzonego przez płk. Konstantina Dimitrijewicza Nikołajewa. Miasto tymczasowo zyskało nazwę Równe, a pierwszym burmistrzem był Jan Michałowski. W 1946 nadano miastu obecną nazwę – Złoty Stok. Autorem tej nazwy był sekretarz Urzędu Miejskiego Albin Nowicki. Od 1947 był on burmistrzem miasta. Rok później odszedł do Ziębic. Nowym burmistrzem został Zbigniew Halkiewicz. Urząd sądowy stał się siedzibą Milicji Obywatelskiej. Od 1950 mieściło tam się technikum chemiczne. W 1952 utworzono górniczą orkiestrę dętą. 1 kwietnia 1961 zamknięto kopalnię, tym samym skończył się prawie 700-letni okres działalności górniczej w Złotym Stoku. W 1968 otworzono stok narciarski na Michałówce.

## W III RP
W 1994 otwarto nową szkołę podstawową. W 1995 oddano miejską oczyszczalnie ścieków. Obecnie miasto rozwija się pod względem turystycznym. Głównie dzięki Muzeum Kopalni Złota i Średniowiecznej Osadzie Górniczej.

## Przynależność państwowa
| Okres     |                   | Państwo                               | Jednostka administracyjna                                                   |
| --------- | ----------------- | ------------------------------------- | --------------------------------------------------------------------------- |
| 1138–1290 |                   | Księstwo śląskie                      | Dolny Śląsk                                                                 |
| 1290–1312 |                   | Księstwo świdnicko-jaworskie          | kasztelania                                                                 |
| 1312–1322 |                   | Księstwo świdnickie                   | kasztelania                                                                 |
| 1322–1525 |                   | księstwo ziębickie                    | kasztelania                                                                 |
| 1526–1742 | Cesarstwo Austrii | Monarchia Habsburgów                  | Kraje Korony Świętego Wacława, Śląsk                                        |
| 1742–1816 |                   | Królestwo Prus                        | Kamera wrocławska, departament wrocławski, powiat Frankenstein              |
| 1816–1818 |                   | Królestwo Prus                        | prowincja śląska, rejencja dzierżoniowska, powiat Frankenstein              |
| 1818–1820 |                   | Królestwo Prus                        | prowincja śląska, rejencja dzierżoniowska, powiat Frankenstein              |
| 1820–1871 |                   | Królestwo Prus                        | prowincja śląska, rejencja wrocławska, powiat Frankenstein                  |
| 1871–1918 |                   | Cesarstwo Niemieckie                  | Królestwo Prus, prowincja śląska, rejencja wrocławska, powiat Frankenstein  |
| 1918–1919 |                   | Republika Weimarska                   | land Prusy, prowincja śląska, rejencja wrocławska, powiat Frankenstein      |
| 1918–1933 |                   | Republika Weimarska                   | land Prusy, prowincja Dolny Śląsk, rejencja wrocławska, powiat Frankenstein |
| 1933–1938 |                   | III Rzesza                            | land Prusy, prowincja Dolny Śląsk, rejencja wrocławska, powiat Frankenstein |
| 1938–1941 |                   | III Rzesza                            | land Prusy, prowincja śląska, rejencja wrocławska, powiat Frankenstein      |
| 1941–1945 |                   | III Rzesza                            | land Prusy, prowincja Dolny Śląsk, rejencja wrocławska, powiat Frankenstein |
| 1945–1946 |                   | Rzeczpospolita Polska (Polska Ludowa) | Okręg II (Dolny Śląsk), powiat ząbkowicki                                   |
| 1946–1950 |                   | Rzeczpospolita Polska (Polska Ludowa) | województwo wrocławskie, powiat ząbkowicki                                  |
| 1950–1952 |                   | Rzeczpospolita Polska (Polska Ludowa) | województwo wrocławskie, powiat ząbkowicki                                  |
| 1952–1954 |                   | Polska Rzeczpospolita Ludowa          | województwo wrocławskie, powiat ząbkowicki                                  |
| 1954–1973 |                   | Polska Rzeczpospolita Ludowa          | województwo wrocławskie, powiat ząbkowicki                                  |
| 1973–1975 |                   | Polska Rzeczpospolita Ludowa          | województwo wrocławskie, powiat ząbkowicki                                  |
| 1975–1990 |                   | Polska Rzeczpospolita Ludowa          | województwo wałbrzyskie                                                     |
| 1990–1998 | Polska            | III Rzeczpospolita                    | województwo wałbrzyskie, rejon ząbkowicki                                   |
| od 1999   | Polska            | III Rzeczpospolita                    | województwo dolnośląskie, powiat ząbkowicki                                 |